# 我妻荣
我妻 栄（わがつま さかえ、1897年4月1日—1973年10月21日），日本民法学家。山形县米泽市出生。東京帝国大学法学部毕业。我妻教授是日本民法学界的代表性学者，主要进行德国法相关研究和判例研究，对于学术界和实务界有着重大的影响。
東京都立大学民事訴訟法及破产法学者我妻学教授是他的孙子。

## 簡歷
- 1927年、任東京帝国大学教授。
- 1945年、東京帝国大学法学部长
- 1946年、贵族院议员
- 1949年、日本学士院会員，第1期、第2期日本学术会议副会長。
- 1957年、東京大学名誉教授。
- 1964年、获日本文化勋章。
- 1973年、去世。勋一等旭日大绶章。

## 主要著作
- 近代法中债权的优越地位(1953年　ISBN 4-641-03251-3)
- 民法大意
- 民法讲义
- 民法案内
- 民法研究
- 民法和五十年
- 民法

## 轶事
- 我妻教授在東京帝国大学学习的时候，成绩非常优秀，其恩师鳩山秀夫将其的答卷非常认真地保存起来。
- 另外，与日本前首相岸信介在第一高等学校时期为同学，两人在学业上经常是第一名的争夺者。